# Ок-Парк (Иллинойс)
Ок-Парк (англ. Oak Park) — один из пригородов города Чикаго в округе Кук, штат Иллинойс. 
Основан в 1830-е годы. Официально имеет статус деревни.

## География
Довольно легко можно добраться из Ок-Парка к центру Чикаго с помощью общественного транспорта, включая Синюю и Зелёную линию (англ.), автобусы и пригородную железную дорогу Метра. Автобусы Pace (англ.) предоставляют возможность перемещаться как по самому населённому пункту, так и выезжать в соседние пригороды.

## История
21 июля 1899 года родился американский писатель, военный корреспондент и лауреат Нобелевской премии по литературе 1954 года Эрнест Миллер Хемингуэй.
В 1976 году населённый пункт был награждён премией «All-America City Award» (с англ. — «Всеамериканский город») присуждаемой Национальной гражданской лигой, которую неофициально называют «Нобелевской премией за конструктивное гражданство» и которая выдается за активную гражданскую позицию жителей некорпоративных сообществ Соединённых Штатов в жизни местного самоуправления.

## Население
Входит в 29-й по численности населения муниципалитет в штате Иллинойс по переписи населения США 2010 года.
По данным переписи населения США 2010 года деревня имела общую численность населения в 51,878 человек.